# Complimenti, Mr. Queen
Complimenti, Mr. Queen (titolo originale Inspector Queen's Own Case) è un romanzo giallo di Ellery Queen del 1956, edito in italiano nello stesso anno nella collana Il Giallo Mondadori (n.400)
Il protagonista del racconto è il padre del personaggio di Ellery Queen, ispettore della polizia di New York ormai in pensione.

## Trama
Protagonista del romanzo è Richard Queen, padre di Ellery, ex-poliziotto ormai in pensione, che si reca in vacanza presso la casa dell'amico e collega Abe Pearl, vicino all'isola di Nair Island.
Su quest'isola vivono 6 famiglie di milionari. Una di queste, gli Humffrey, hanno appena adottato il piccolo Michael. Jessie Sherwood è l'infermiera-badante del bambino. 
Una notte uno sconosciuto tenta di rapire Michael, ma il pronto intervento di Jessie lo mette in fuga. Alcune notti dopo però Michael viene trovato soffocato. La madre Sarah Humffrey si autoaccusa della morte e crolla in crisi di nervi, sconvolta dal suo errore, aver messo un cuscino troppo vicino al volto del bambino. La polizia è convinta della buona fede della donna e chiude il caso. Jessie Sherwood afferma invece che il bambino è stato ucciso: nessuno le dà credito, tranne Richard Queen. I due cominciano così un'appassionante avventura alla ricerca della verità.